# みめぐみゆたけき
みめぐみゆたけき(He leadeth me! O blessed thought.「御恵み豊けき」)は米国及び日本で歌われる賛美歌の一つである。
アメリカ合衆国フィラデルフィアのバプテスト教会の牧師ジョセフ・H・ギルモア(1834-1918)が1862年に作詞した歌詞に、ウィリアム・ブラッドベリーが曲をつけたものが1864年にAughtonという曲名で発表した。
この曲は翌年、ニューヨークのロチェスターにある第2バプテスト教会で1000人の少年少女合唱団によって歌われた。この演奏により公立学校(Public School)で音楽教育の必要性が認識され始めたと言われる。
日本では1954年版の讃美歌では294番として収録されている。